# 小龙斯派罗2：利普多的愤怒
《小龙斯派罗2：利普多的愤怒》是一款由Insomniac Games制作、索尼電腦娛樂在PlayStation发行的平台游戏。本游戏是寶貝龍 Spyro the Dragon系列第二作。
玩家控制斯派罗。它需要与各种敌人作战。
本游戏收到广泛好评。GameRankings给予本游戏87%的分数。